# Echinax javana
Echinax javana är en spindelart som först beskrevs av Christa L. Deeleman-Reinhold 1995.  Echinax javana ingår i släktet Echinax och familjen flinkspindlar. Inga underarter finns listade i Catalogue of Life.